# El hombre desconocido
El hombre  desconocido (The Nowhere Man) es una novela de thriller  de 2017 escrita por Gregg Hurwitz. Es el segundo volumen publicado en castellano de una serie de novelas protagonizadas por el Huérfano X,  un moderno caballero andante que ayuda a la gente inocente en peligro.
La siguiente aventura de Huérfano X se titula Hellbent y fue publicada en USA en febrero de 2018.

## Trama
La novela comienza con un caso de ciberacoso a una chica de familia humilde que acaba siendo víctima de una red de trata de blancas.
Ewan Smoak salva a la chica pero se da cuenta de que otra joven ha sido embarcada en un carguero para ser vendida.
Cuando se dispone a salvarla, él mismo es secuestrado por un grupo de profesionales, drogado y trasladado a una mansión en medio de las montañas.
En un principio Ewan cree que su mortal enemigo, Van Scier, está detrás de todo, pero el dueño de la mansión se presenta como Rene, un cínico criminal adicto al lujo que lo único que quiere es acceso a la abultada cuenta secreta de Ewan.
A pesar de ser un hombre con muchos recursos, Smoak pronto se da cuenta de que no le va a ser nada fácil escapar de su jaula de oro: la mansión está vigilada por mercenarios, dobermans, dos francotiradores y el terrorífico guardaespaldas de Rene: Dex.

Mientras, en Ucrania, la letal Candy McClure, cuyo nombre clave es Huérfana V, sigue obsesionada con vengarse de Smoak, pero comienza a cuestionar los métodos de su organización cuando una chica inocente es asesinada por su nuevo compañero, un eunuco psicópata apodado Huérfano M.

## Temas
- Ciberacoso: la novela advierte a los jóvenes que publicar datos y fotos intimas en internet puede traer peligrosas consecuencias.
- Narcisismo: el villano de la novela, del que no sabemos su edad, está obsesionado con su imagen personal y recurre a cualquier método para mantenerse joven.